# Курська сільська рада (Кулундинський район)
Ку́рська сільська рада (рос. Курский сельский совет) — сільське поселення у складі Кулундинського району Алтайського краю Росії.
Адміністративний центр — село Курськ.

## Історія
Селище 15 км було ліквідовано 2009 року.

## Населення
Населення — 1314 осіб (2019; 1550 в 2010, 1794 у 2002).

## Склад
До складу сільської ради входять:
| Населений пункт     | Населення, осіб (2002) | Населення, осіб (2010) |
| ------------------- | ---------------------- | ---------------------- |
| Виноградовка, село  | 293                    | 242                    |
| Воскресеновка, село | 206                    | 161                    |
| 15 км, селище       | 2                      | -                      |
| Курськ, село        | 892                    | 844                    |
| Мирний, селище      | 42                     | 16                     |
| Новопокровка, село  | 151                    | 114                    |
| Попасне, село       | 208                    | 173                    |